# Hermann von Schlagintweit-Sakünlünski
Hermann von Schlagintweit-Sakünlünski (ur. 13 maja 1826 w Monachium, zm. 19 stycznia 1882 tamże) – niemiecki podróżnik, badacz środkowej Azji.

## Życiorys
Urodził się w Monachium jako syn radcy rzeczywistego i lekarza okulisty, Josepha Schlagintweita (1791-1854). Był najstarszym z pięciu braci Schlagintweitów. Studiował w Monachium i Berlinie. W latach 1846–1848 zajmował się badaniem Alp, razem z bratem Adolphem. Bracia opublikowali wyniki swoich badań w Untersuchungen über die physikalische Geographie der Alpen (1850), a następnie, z bratem Rudolphem, w Neue Untersuchungen über die physikalische Geographie und Geologie der Alpen (1854). W 1851 roku podróżował do Anglii i Szkocji.
W 1854 roku dzięki rekomendacji Alexandra von Humboldta, East India Company zleciła Hermannowi, Adolfowi i Robertowi Schlagintweitom ekspedycję w środkowej Azji, ze szczególnym uwzględnieniem badań nad polem magnetycznym Ziemi. Przez następne trzy lata Schlagintweitowie podróżowali przez płaskowyż Dekan, w Himalaje, Karakorum i Kunlun. Hermann i Robert byli pierwszymi Europejczykami, którzy zdołali przejść Kunlun, za co Hermann otrzymał tytuł "Sakünlünski".
Hermann zwiedził Nepal, a potem powrócił do Europy, gdzie razem z Robertem wydali "Results of a Scientific Mission to India and High Asia" w czterech tomach (1860-1866). Resztę życia spędził w Monachium i zamku Jägersburg nieopodal Forchheim, oddając się pracy naukowej i pisarstwu.

## Prace
- Untersuchungen über die physikalische Geographie der Alpen (1850)
- Neue Untersuchungen über die physikalische Geographie und Geologie der Alpen (1854)
- Results of a scientific mission to India and high Asia : undertaken between the years MDCCCLIV. and MDCCCLVIII., by order of the court of directors of the Honorable East India Company / by Hermann, Adolphe, and Robert de Schlagintweit : with an atlas of panoramas, views and maps, Leipzig, F.A. Brockhaus ; Londyn: Trübner & Co., 1861-66.
- Neue daten über den todestag von Adolph v. Schlagintweit, nebst bemerkungen über mussălmán’sche zeitrechnung. Muenchen, Akademische buchdr von F. Straub, 1869.
- Reisen in Indien und Hochasien. Eine darstellung der landschaft, der cultur und sitten der bewohner, in verbindung mit klimatischen und geologischen verhältnissen. Basirt auf die resultate der wissenschaftlichen mission von Hermann, Adolph und Robert von Schlagintweit, ausgeführt in den jahren 1854-1858. Jena, H. Costenoble, 1869-80.
- Bericht über die ethnographischen gegenstände unserer sammlungen und über die raumanweisung in der K. Burg zu Nürnberg .... Muenchen, Buchdruckerei von F. Straub, 1878